# Lersammetslöpare
Lersammetslöpare (Chlaenius nitidulus) är en skalbaggsart som först beskrevs av Franz Paula von Schrank 1781.  Lersammetslöpare ingår i släktet Chlaenius, och familjen jordlöpare. Arten förekommer på Gotland. Artens livsmiljö är havsstränder, våtmarker, jordbrukslandskap.